# 拉康尼亞 (印地安納州)
拉康西亞（英語：Laconia）是一個位於美國印地安納州哈里森縣的城鎮。

## 人口
根據2010年美國人口普查的數據，拉康西亞的面積為0.13平方千米，當中陸地面積為0.13平方千米，而水域面積為0.00平方千米。當地共有人口50人，而人口密度為每平方千米385人。